# Ружківські яри
Ру́жківські Яри́ — ландшафтний заказник місцевого значення в Україні. Об'єкт розташований на території Таращанського району Київської області, неподалік від села Ріжки. 
Площа — 238,1 га, статус отриманий у 2018 році. Перебуває у віданні: Ріжківська сільська рада. 
Територія цінна для збереження восьми яружно-балочних ділянок та являє собою степовий флористичний комплекс, що зберігся у верхній та середній частині схилів, де трапляються рослини, занесені до Червоної книги України. На території існує цілий ряд рідкісних та малочислених видів тварин, що охороняються згідно Бернської конвенції.